# Andreas Oettel (Archäologe)
Andreas Oettel (* 1964) ist ein deutscher Klassischer Archäologe.
Andreas Oettel bearbeitete nach dem Studium die antiken Bronzen aus Boscoreale in der Antikensammlung Berlin. Für die Dissertation arbeitete er mehrere Altgrabungen in der Vesuvgegend auf. Mit der Arbeit Fundkontexte römischer Vesuvvillen im Gebiet um Pompeji. Die Grabungen von 1894 bis 1908 wurde er schließlich 1994 an der Freien Universität Berlin promoviert. Für die Arbeit wurde ihm für den Zeitraum 1994/95 das Reisestipendium des Deutschen Archäologischen Instituts zuerkannt, mit dessen Hilfe er den Mittelmeerraum bereisen konnte. Oettel war von 2001 bis 2006 und nochmals 2008/09 Referent des Generalsekretärs beim Deutschen Archäologischen Institut beschäftigt. Er hatte von 1998 bis 2003 am Seminar für Vorderasiatische Altertumskunde der FU Berlin und seit 2006 an der Universität zu Köln einen Lehrauftrag inne. 2012 bis 2014 war er für das Projekt Palmyra – Dura – Hatra. Studien zur Archäologie der syroarabischen Kultur von der Gründung von Europos bis zum Fall Palmyras (ca. 300 v. Chr.–272 n. Chr.) Forschungsstipendiat der Gerda Henkel Stiftung. Von 2014 bis 2019 leitete Oettel das von der Deutschen Forschungsgemeinschaft finanzierte Grabungsprojekt Das spätantike Kastell von Vig in Nord-Albanien: Funktion und Kontext.
Oettel leitete von 2000 bis 2004 gemeinsam mit Hartmut Kühne die Untersuchungen des Limeskastells Tall Dġērāt am Chabur in Nordost-Syrien, eine Rettungsgrabung aufgrund der Errichtung eines Staudammes. 2003 wurde ihm zudem der erstmals vergebene Theiss-Archäologie-Förderpreis für hervorragende journalistische Beiträge auf dem Gebiet der Archäologie verliehen. Ein weiterer Forschungsschwerpunkt Oettels ist die antike Stadt Lissos im heutigen Albanien. Hier ist er Projektleiter von Seiten des DAI, während Gëzim Hoxha die Arbeiten von Seiten des Archäologischen Instituts der Albanischen Akademie der Wissenschaften leitet.

## Schriften
- Bronzen aus Boscoreale in Berlin. Antikenmuseum Berlin/Wasmuth, Berlin/Tübingen 1991, ISBN 3-8030-1039-X.
- Fundkontexte römischer Vesuvvillen im Gebiet um Pompeji. Die Grabungen von 1894 bis 1908. Philipp von Zabern, Mainz 1996, ISBN 3-8053-1923-1.
- mit Mirko Novák und Carsten Witzel: Der parthisch-römische Friedhof von Tall Šēḫ Ḥamad, Magdala. Teil 1 (= Berichte der Ausgrabung Tall Šeh Hamad / Dur-Katlimmu. Band 5). Reimer, Berlin 2000, ISBN 3-496-02681-2.

## Einzelbelege
1. ↑  Der orientalische Limes
2. ↑  Theiss Verlag Stuttgart vergibt erstmals den »Theiss-Archäologie-Preis für hervorragende journalistische Beiträge auf dem Gebiet der Archäologie« (Memento vom 23. September 2015 im Internet Archive)

| Personendaten    | Personendaten                    |
| ---------------- | -------------------------------- |
| NAME             | Oettel, Andreas                  |
| KURZBESCHREIBUNG | deutscher Klassischer Archäologe |
| GEBURTSDATUM     | 1964                             |